# Solitari puaïohi
El solitari puaïohi (Myadestes palmeri) és un ocell de la família dels túrdids (Turdidae).

## Hàbitat i distribució
Habita els boscos de l'illa de Kauai, a l'arxipèlag de les Hawaii.